# Малые Ягуры
Ма́лые Ягу́ры — село в Туркменском муниципальном округе Ставропольского края России.

## Варианты названия
- Малые Айгуры
- Малые-Ягуры
- Малыя Ягуры[3]

## География

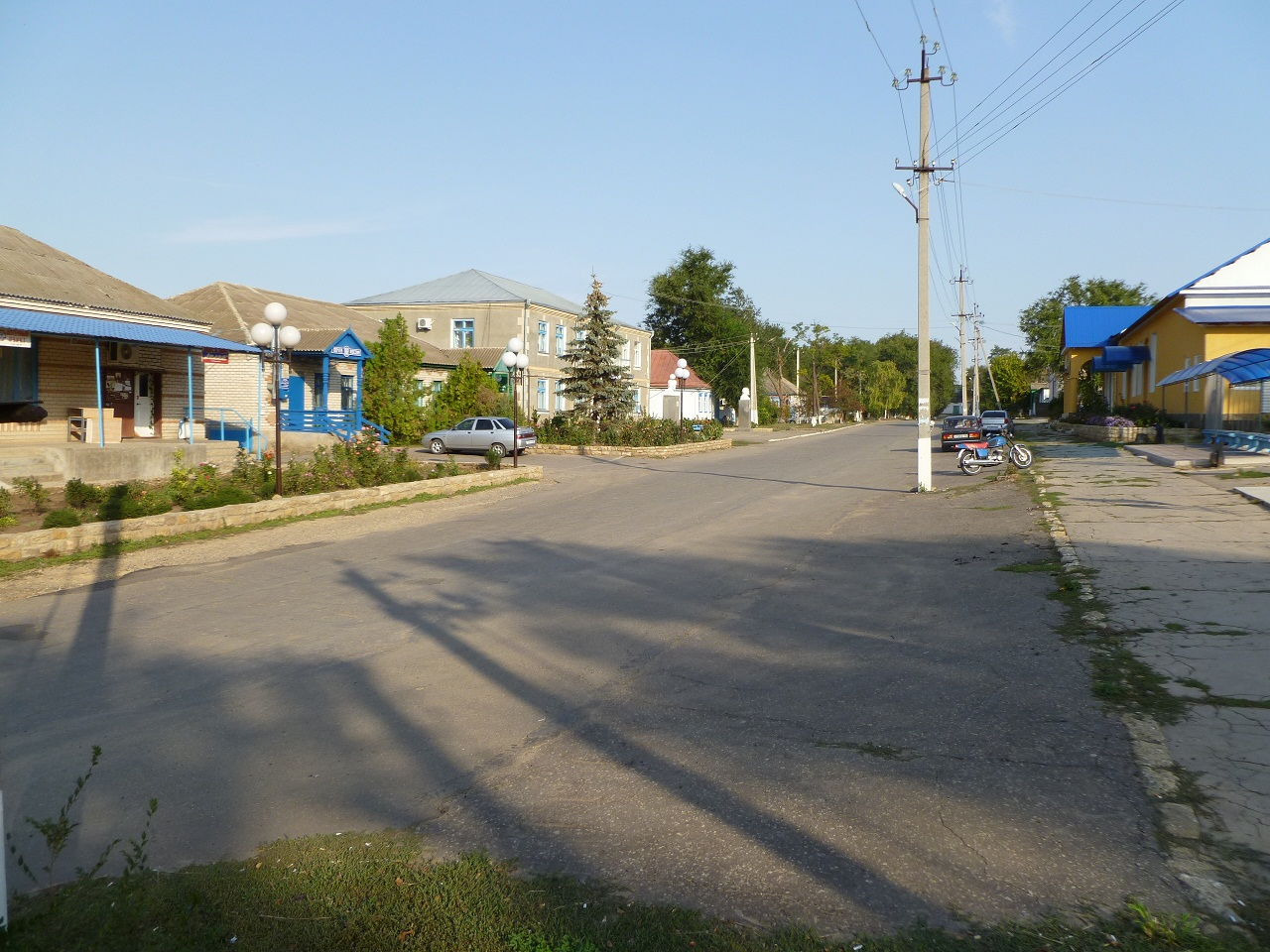
В центре села

Расположено село в балке речки Ягу́рки. Исток речки в западной части села. Летом речка пересыхает. Господствующие ветра: восточный и западный. Вода в колодцах слегка солоноватая, пригодна лишь для водопоя скота.
Расстояние до краевого центра: 93 км.
Расстояние до районного центра: 33 км.

## История
Первым жителем в этих местах стал некто Петренко (уличные прозвища Гусак, Гусаков), построивший здесь дом ещё в 1814 г. В 1828 году сюда прибыли семьи Бегичевых и Судавцовых. Поселились они у Малофеева Яра.
В концу 1830-х годов хутор был упомянут в документах, как «хутор без названия при ручье Айгур». В нём проживало 7 семейств (41 душа) государственных крестьян-переселенцев из села Донская Балка и 8 семейств (38 душ) из села Петровского.
10 октября 1840 года — официальная дата основания села. Село основано на землях, ранее принадлежавших с. Николинобалковскому. Около 30 семейств николинобалковских жителей самовольно заняли места по балке Ягурки и скоро переселились туда, образовав небольшой хутор. Таким самовольным занятием балки, представлявшей некоторые удобства, были недовольны остальные николинобалковцы. Вскоре после возникновения названного хутора в нём по указанию начальства стали селиться выходцы из России. Жители с. Николина Балка, думая, что эти последние селятся в хуторе по собственному произволу, решили наказать самовольников. В один из дней они огромною толпой явились в хутор и начали разрушать дома и постройки, избивать хуторян и угонять их скот к себе в село. Жители близлежащего отсёлка Камбулат также требовали выселения ягурчан с занимаемых ими земель. Хуторяне обжаловали насильственные действия своих соседей.
В 1852 году для решения возникших противоречий на место прибыла комиссия во главе с чиновником Калатузовым и землемером Щукой, которая предложила компромиссные решения по примирению жителей соседних отсёлков. Предполагалось отсёлок Ягуры присоединить к отсёлку Камбулат, при этом для жителей отсёлка Малые Ягуры от Николиной Балки отрезалось 833 десятины запасной земли и 190 десятин отрезалось от села Петровского. Малоягурская община приняла данные решения, в то время как жители отселков Камбулат и Николина Балка обратились с жалобой на неправильные будто бы действия чиновника Калатузова, в связи с чем в 1853 году на место выехала комиссия во главе с советником контрольного отделения Лопатиным. Комиссия предложила о выделении Малым Ягурам и Камбулату отдельных участков из общей доли по проекту землемера Щуки. Благодаря таким обстоятельствам, хутор при речке Малый Ягур был отделен от с. Николина Балка, получил свой надел земли и сделался самостоятельным селом в составе Петровской волости Ставропольского уезда. Назвали село Малые Ягуры (Айгур — по-татарски жеребёнок).
Переселенцы из центральных губерний России стали селиться в восточной части села, а малороссы в западной. В восточных окрестностях села имеется местность, которая называется Вышки. В этом месте в ту пору находился наблюдательный пост предупреждения о набегах горцев и татар, которые совершали рейды на русские села с целью грабежа населения и похищения девушек к себе в жены. Однажды горцы появились в виду села; весть об этом принесли дежурившие на вышках. Жители были в большом страхе, но явившиеся ногайцы упросили горцев не нападать на село, так как за это они, ногайцы, могут подвергнуться ответственности. Горцы вняли их просьбам и удалились, срубив головы нескольким лошадям, пасшихся на выгоне. После этого горцы более не появлялись здесь.
В 1854 году казённый отсёлок Малые Ягуры был отчислен из Петровской волости и вместе с селами Николина Балка и Камбулат вошёл в сельское общество Введенское.
В 1859 году отсёлок Малые Ягуры состоял из 78 дворов. Воду сельчане брали из источников в Полтошкином Яру и собственных колодцев.
В 1880 Малые Ягуры стали волостным селом Новогригорьевского уезда. Главным занятием жителей села было земледелие и скотоводство. Душевой надел земли составлял 8 десятин на одну наличную душу мужского пола. Из хлебных растений сеялись: пшеница, рожь, ячмень, овес, просо, а также лен. В средний урожай пшеницы собиралось 4 четверти с десятины, а в хороший 9 четвертей. В конце XIX века в селе было более 3000 голов рогатого скота и примерно 200 лошадей на 340 дворов. Пахали деревянной сохой. Однолемешный железный плуг появился в 1880 году.
В 1892—1893 году в округе свирепствовала холера, а в 1894 и 1898 годах в селе был сильный неурожай и голод; более 500 человек выехали из села в поисках пропитания. В 1898 году построили одноэтажную сельскую школу, а в 1899 году на средства сельского общества была открыта бесплатная народная библиотека.
В 1900 году Малые Ягуры вошли в состав Благодарненского уезда Ставропольской губернии.
В 1903 году общество пригласило на работу фельдшера Пономаренко К. С. До этого за медицинской помощью обращались в с. Петровское. Однако эпидемии не обходили село стороной — в 1910 от холеры умерло 7 человек.
В 1915 году в верхней части села была построена «Красная школа» (красная — по цвету кирпича).
В 1917 году крестьяне Малых Ягур в числе первых в Благодарненском уезде оказали поддержку советской власти и в 1918 году в селе был организован красноармейский отряд в 40 штыков под командованием Малиновского М. Т. Отряд сначала действовал самостоятельно, а затем его бойцы влились в 1-ю Конную армию Буденного С. М. и воевали в составе 33-го полка 2-й бригады 6-й кавалерийской дивизии. В декабре 1918 года село было занято частями 1-го конного корпуса генерала Врангеля, но в 24 декабря 1918 года (10.01.1919 по новому стилю) красные вновь заняли село, выбив из него сводный отряд полковника Бабиева Н. Г. Но 28 декабря 1918 Малые Ягуры были взяты Корниловским ударным полком под командованием полковника Скоблина Н. В.. После занятия села возле «Красной школы» были казнены 6 красноармейцев из села Казгулак и выпороты родственники активных красноармейцев. В январе 1920 года, когда рухнул фронт белых армий, в селе была восстановлена Советская власть. Новые органы государственной власти — Советы — встретили поддержку трудящихся села и благодаря этому сравнительно быстро окрепли, брали на себя все более и более сложные задачи. Так ими в 1920 году была хорошо организована и успешно проведена продразверстка.
В 1921—1922 село пережило голод, а в 1924 посевы были потравлены саранчой. В том же году Малые Ягуры вошли в состав Петровского района. Началась перестройка уклада жизни крестьян с единоличного на коллективное хозяйствование. В 1924 году в селе образовались животноводческие товарищества «Прямой Путь» и «Родниково». В 1927 году было создано ТОЗ (товарищество по совместной обработке земли). В 1929 году в Малые Ягуры были высланы многие семьи раскулаченных на Кубани казаков.
В 1929 году в селе был организован колхоз «Красный орёл» (в честь конноармейца Малиновского М. Т), первым его председателем стал Ерёменко Ф. П. В 1930 году в колхоз вошли все ТОЗы. По селу прокатилась волна «раскулачиваний». В округе начали организовываться группы повстанцев из противников коллективизации. Власти называли эти вооружённые группы «кулацкими бандами». В окрестностях села действовали «банды» Коноря и Ключки.
В 1932—1933 годах село голодало. К 1934 году в селе было организовано 4 колхоза: «Красный Орёл»; им. Калинина (первый председатель Сержантов И. С.); "Красный Восток (переименован вскоре в колхоз им. Орджоникидзе)(председатель Охмат С. С.), из высланных из Кубани казаков был организован колхоз «Советское поле», который выращивал и отправлял в Москву арбузы.
В 1937 году вступила в строй новая двухэтажная школа, в следующем 1938 году создана МТС «Малоягурская».
В 1941 году война прервала мирную жизнь села . 748 жителей села находились в армии и на фронте. Более 400 ягурчан погибли на фронтах Великой Отечественной войны. В августе 1942 года село было оккупировано германскими войсками. Старостой села при немцах был назначен ягурчанин Ковтун, начальником полиции бывший бригадир колхоза Пашков. В селе разместился гарнизон из подразделений казаков. В январе 1943 года немцы без боя оставили Малые Ягуры. На окраине села советский самолёт сбросил авиабомбу, это был единственный за всю войну боевой эпизод, произошедший в селе.
В 1946 году многие жители села согласились переселиться на место выселенных крымских татар в Крым, а также в Чечню в село Гойты. Многие колхозники привлекались к строительству Большого Ставропольского канала и посадке лесополос.
К 1952 году все колхозы объединились в один колхоз «Красный Орёл», затем ему дали название «им. Калинина». Председателем колхоза «им. Калинина» стал А. В. Щербак, а с 1957 по 1992 год председателем колхоза был И. М. Алфёров. В 1954 году в село провели линию электропередачи. Настоятелем церкви в селе назначен отец Пётр Сухоносов, прослуживший в Малых Ягурах до 1959 года.
В 1957 году техника из МТС была передана колхозу.
В 1970 году Малые Ягуры вошли в состав Туркменского района.
До 16 марта 2020 года село образовывало упразднённое сельское поселение село Малые Ягуры.

## Население
| 1859  | 1892  | 1896  | 1897  | 1903  | 1908  | 1920  | 1925  | 1926  |
| ----- | ----- | ----- | ----- | ----- | ----- | ----- | ----- | ----- |
| 620   | ↗2794 | ↘2665 | ↗3330 | ↗3624 | ↗4411 | ↘4245 | ↘3746 | ↘3499 |
| 1989  | 2002  | 2010  | 2011  | 2012  | 2013  | 2014  | 2015  | 2016  |
| ↘2116 | ↗2216 | ↘1961 | ↘1958 | ↘1940 | ↘1902 | ↘1871 | ↘1832 | ↘1819 |
| 2017  | 2018  | 2019  | 2020  | 2021  |       |       |       |       |
| ↘1786 | ↘1729 | ↘1697 | ↘1692 | ↗1813 |       |       |       |       |

Национальный состав
В конце XIX века в подавляющем большинстве проживали русские (97 %), из них 2/3 малороссийского происхождения и 1/3 великорусского происхождения. Жители села переселялись преимущественно из Воронежской, Харьковской и Полтавской губерний.
По данным переписи 2002 года, 97 % населения — русские.
По итогам переписи населения 2010 года проживали следующие национальности (национальности менее 1 %, см. в сноске к строке «Другие»):
| Национальность | Численность | Процент |
| -------------- | ----------- | ------- |
| Русские        | 1882        | 95,97   |
| Армяне         | 48          | 2,45    |
| Другие         | 31          | 1,58    |
| Итого          | 1961        | 100,00  |

## Инфраструктура
- Центр культуры и досуга[38]. Открыт 23 февраля 1975 года как Дом культуры[39]
- Библиотека. Открыта 27 мая 1945 года[39]
- Музей истории села при сельском клубе.
- Отделение Почты России № 356546
- Отделение Сбербанка № 5230/0317
- Село газифицировано в 1985—1986 годах, централизованное водоснабжение
- Танцевальный коллектив «Орхидея» (организован в 1993 году).

## Образование
- Детский сад № 5[40]
- Средняя общеобразовательная школа № 4[41]. Открыт 10 ноября 1980 года[8]

## Уличная сеть
Улицы и переулки: ул. Больничная, ул. Верхняя, пер. Западный, ул. Заречная, ул. Зелёная, ул. Калинина, ул. Каменная, ул. Колхозная, ул. Малиновского, пер. Мельничный, ул. Молодёжная, пл. Пионерская, пер. Подгорный, пер. Садовый, пер. Северный, пер. Степной, ул. Школьная, ул. Шоссейная.

## Религия
В конце XIX века вероисповедание жителей в подавляющем большинстве православное. В селе действует воскресная церковь. Несколько семей относят себя к Церкви истинно православных христиан, при советской власти эти люди подвергались гонениям.
В 1860 году в селе была построена деревянная церковь в честь Архистратига Михаила. Постройка церкви обошлась в 30000 рублей. Построено здание мирской волости. К 1864 году была построена церковно-приходская школа с одной классной комнатой, постройка обошлась в 800 рублей. Жалование учителя составляло 300 рублей в год. Учил детей местный священник И. Рябчиков, а потом А. Биткин. В 1884 году была открыта одноклассная церковно-приходская Богомолова школа. В 1911 году церковь была перестроена. При советской власти в 1936 году церковь закрыли, перестроили и превратили в сельский клуб.
С 2016 года стараниями меценатов начато строительство церкви и в ноябре 2020 года новый храм в честь Архистратига Михаила был освящен .

## Памятники

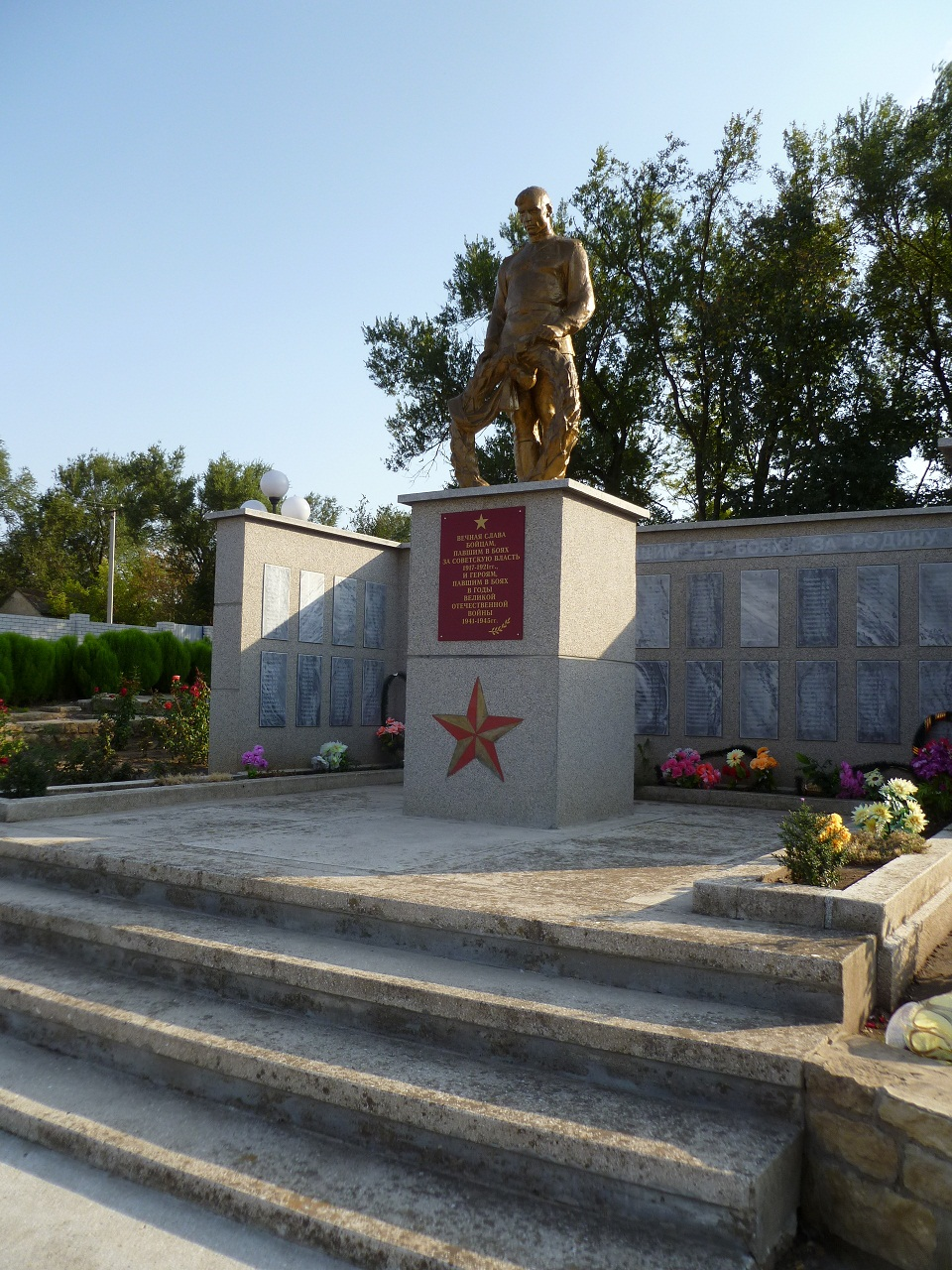
Памятник погибшим односельчанам

- Могила красного партизана М. Т. Малиновского, погибшего в борьбе за власть советов. 1918, 1967 года[43]
- Братская могила воинов, погибших в годы гражданской и Великой Отечественной войн. 1918—1920, 1942—1943, 1945 года[44]
- Памятник воинам — односельчанам, погибшим на Великой Отечественной войне в 1941—1945 гг.

## Кладбище
В 14 м на юг от пересечения улицы Молодёжной и переулка Подгорного находится общественное открытое кладбище площадью 36 663 м².